# II. János jeruzsálemi király
II. János (1259 – Nicosia, 1285. május 20.) jeruzsálemi és I. János néven ciprusi király. II. Henrik ciprusi és jeruzsálemi király, valamint Lusignan Amalrik ciprusi régens, Lusignan Mária aragóniai királyné és Lusignan Margit örmény királyné bátyja.

## Származása
Édesapja III. Hugó (1235–1284) ciprusi és I. Hugó néven jeruzsálemi király, aki Poitiers-i Henrik antiochiai hercegnek és Lusignan Izabella ciprusi királyi hercegnőnek (I. Hugó ciprusi király és Champagne-i Aliz jeruzsálemi királyi hercegnő lányának) a fia.
Édesanyja Ibelin Izabella (1241–1324) bejrúti úrnő, Ibelin Guido és Philippa Barlais leánya.
János volt szülei legidősebb gyermeke a 11 gyermek közül és apja örököse.

## Élete
Apja halála után került a ciprusi és a jeruzsálemi trónra. Ciprusi koronázására 1284. május 11-én Nicosiában került sor, majd Türoszba hajózott, ahol megkoronázták Jeruzsálem királyává is. Uralkodása rövid és korlátozott volt, mivel egy évvel később meghalt és jeruzsálemi uralmát csak néhány városban – Türoszban és Bejrútban – sikerült elfogadtatnia.